# Iron Man 3
Iron Man 3 film je iz 2013. godine koji je režirao i napisao Shane Black.
Temeljen na istoimenom liku iz stripa Marvel Comics, to je nastavak Iron Man 2 (2010.) i sedmi film u Marvel Cinematic Universe. Scenarij filma, koji su napisali Shane Black i Drew Pearce, inspiriran je pričom koju je napisao Warren Ellis. U filmu glume Robert Downey Jr., Gwyneth Paltrow, Don Cheadle, Guy Pearce, Ben Kingsley i Rebecca Hall. Riječ je o prvom filmu u produkciji Marvel Studiosa koji je objavljen nakon crossovera Osvetnici iz 2012. godine i prvom od takozvanih "2. Faze" Marvel Cinematic Universe, koja vodi do filma Osvetnici 2: Vladavina Ultrona 2015. godine.
U filmu se Tony Stark mora boriti protiv posttraumatskog poremećaja uzrokovanog invazijom Chitaurija i istovremeno se braniti od novog neprijatelja, Mandarina, koji prijeti uništenjem svog života i Sjedinjenih Država.

## Radnja
Tony Stark prisjeća se zabave koja se održala na Silvestrovo 1999. u Bernu, kada je upoznao znanstvenicu Mayu Hansen, izumiteljicu "Extremisa", eksperimentalnog regenerirajučeg seruma. Jadni znanstvenik Aldrich Killian nudi im da se pridruže njegovoj tvrtki A.I.M.,, ali Stark odbija ponudu, ponižavajući Killiana ostavljajući ga na krovu zgrade uzalud čekajući.
Godinama kasnije, Stark pati od napada panike nakon bitke za New York. U nemogućnosti da zaspi, Stark gradi desetke oklopa, što ga dovodi do svađe sa svojom djevojkom Pepper Potts. U međuvremenu, u jednom od napada za koje je tvrdio terorist poznat kao Mandarin, Starkov šef sigurnosti, Happy Hogan, ozbiljno je ozlijeđen, a Stark, u bijesu, izaziva Mandarina u prijenosu na televiziji. Potonji šalje helikoptere da unište Tonyjevu vilu u Malibuu. Maya Hansen, koja je otišla do Starkove kuće da ga upozori da njezin šef Aldrich Killian radi za Mandarina, uspijeva preživjeti napad zajedno s Pepper. Stark bježi s jednim od oklopa, koji umjetna inteligencija J.A.R.V.I.S. usmjerava u mali grad u Tennesseeju, gdje se Stark nadao da će pronaći tragove o masakru sličnom onima Mandarinskih. Starkov oklop nema dovoljno energije da se vrati u Kaliforniju, a Stark se vjeruje mrtvim.
Uz pomoć Harleya, inteligentnog desetogodišnjeg dječaka, Stark istražuje ruševine napada na Mandarin. Otkriva da su eksplozije izazvali vojnici podvrgnuti Extremis serumu, koji u eksperimentalnoj fazi može uzrokovati eksploziju nekih ispitanika kojima se ubrizgava. Te su eksplozije zatim pripisane terorističkoj organizaciji kako bi se sakrile mane Extremisa. Stark se suočava s dva agenta Mandarina i uz pomoć Harleya uspijeva pronaći bazu Mandarina u Miamiju, gdje se infiltrira otkrivajući da je Mandarin zapravo engleski glumac, Trevor Slattery, koji se deklarira nepovezan s napadima. Pravi Mandarin ispada da je Killian, koji je prisvojio Mayinu potragu da izliječi svoju nogu, a zatim proširio program Extremis na ranjene ratne veterane, koristeći Slatteryja kao paravan. Nakon što je uhvatio Starka i ubio Mayu, Killian je oteo Pepper i ubrizgao joj Extremis serum tako da je Stark prisiljen pomoći mu da serum bude stabilan i spasi Pepper.
Killian uspijeva uvjeriti američke tajne službe da je Mandarin na Bliskom istoku, vodeći Jamesa Rhodesa, koji se sada zove Iron Patriot, u zamku za krađu oklopa. Stark uspijeva pobjeći i ponovno se sastaje s Rhodeyjem. Njih dvojica otkrivaju da Killian namjerava napasti Air Force One kako bi oteo predsjednika Ellisa. Stark uspijeva spasiti većinu putnika, ali ne i spriječiti otmicu Ellisa. Stark i Rhodes prate Killiana u brodogradilištu, gdje namjerava ubiti predsjednika uživo na televiziji. Potpredsjednik, koji ima kćer s invaliditetom, tako bi postao marionetski predsjednik po Killianovim zapovijedima kako bi mogao izliječiti svoju kćer Extremisom. Stark poziva u pomoć sve svoje oklope, pod kontrolom J.A.R.V.I.S.-a, a Rhodes je preživio predsjednika dok Tony otkriva da je Pepper preživjela Extremis. Međutim, prije nego što je spasi, platforma na kojoj se nalaze se urušava se i Pepper pada u prazninu. Tony se suprotstavlja Killianu i uspijeva ga zatvoriti u jedan od njegovih oklopa, uzrokujući njegovo samouništenje, ali ga ne uspijeva ubiti. Pepper, koja je preživjela zahvaljujući Extremisu, ubija Killiana. Potpredsjednik i Slattery su uhićeni. Tony zatim uspijeva stabilizirati Extremis i ukloniti ga iz Pepperovog tijela.
U sceni nakon odjavne špice, Tony, ležeći na krevetiću, budi dr. Brucea Bannera, koji je zaspao slušajući njegovu priču.

## Glumci
- Robert Downey Jr. kao Anthony Edward "Tony" Stark / Iron Man: Osvetnik i samozvani genij, milijarder, playboy i filantrop s mehaničkim odijelima oklopa vlastitog izuma. Stark se bori da se pomiri sa svojim iskustvom bliske smrti u Osvetnicima, pateći od anksioznih napada.
- Gwyneth Paltrow kao Virginia "Pepper" Potts: Starkova djevojka, dugogodišnja suradnica, i trenutni izvršni direktor Stark Industrije.
- Don Cheadle kao James "Rhodey" Rhodes / War Machine: Tonyjev najbolji prijatelj, pukovnik u vojnom zrakoplovstvu. Rhodes upravlja redizajniranim i nadograđenim oklopom War Machine, preuzimajući američku shemu boja inspiriranu zastavom. U filmu predsjednik traži od Rhodeyja da preuzme nadimak "Iron Patriot" i donira crveno, bijelo i plavo odijelo, kako bi bio vladin "američki heroj" kao odgovor na događaje u Osvetnicima.
- Guy Pearce kao Aldrich Killian: Tvorac virusa Extremis i osnivač i vlasnik znanstvene i razvojne organizacije "Advanced Idea Mechanics" koji usvaja Mandarinov plašt kao svoj. Killian razvija Extremis kako bi izliječio vlastiti iscrpljujući invaliditet, osim regenerativnih ljekovitih svojstava, ima nadljudsku snagu i sposobnost stvaranja ekstremne topline. Dugotrajno izlaganje Extremisu također mu daje mogućnost da riga vatru.
- Rebecca Hall kao Maya Hansen: Genetičar čiji je rad pomogao Killianu da stvori Extremis.
- Ty Simpkins kao Harley Keener: Dijete koje živi u Rose Hillu, Tennessee. Pomaže Tony Starku kada mu provali u njegovu garažu kako bi popravio odijelo. Kasnije pomaže Starku da istraži razne incidente povezane s projektom Extremis, a nakon toga ga Stark nagrađuje garažom punom modernih inženjerskih alata i opreme.
- Stephanie Szostak kao Ellen Brandt: Ratni veteran koji postaje ubojica nakon izlaganja Extremisu.
- James Badge Dale kao Eric Savin: Killianov čovjek na Extremis pogon.
- Jon Favreau kao Harold "Happy" Hogan: Bivši tjelohranitelj i vozač Tony Starka koji sada obnaša dužnost šefa odjela sigurnosti Stark Industriesa.
- Ben Kingsley kao Trevor Slattery / Mandarin: Britanski glumac kojeg je Killian unajmio da portretira Mandarina, terorističku osobu u zakrčenim televizijskim emisijama u kojima je prikazan kao vođa međunarodne terorističke organizacije Deset Prstenova.

### Cameo
U filmu se pojavljuje nekoliko camea:
- Max Favreau kao Peter Parker, budući superheroj poznat kao Spider-Man.
- Stan Lee koautor stripa, glumi suca izbora ljepote.
- Shaun Toub makratko se pojavljuje kao Yinsen iz prvog dijela Iron Mana.
- Mark Ruffalo pojavljuje se u nekreditiranom cameo nastupu, reprizirajući svoju ulogu Bruce Bannera iz Osvetnika, u sceni nakon odjavne špice.
- Komičari Bill Maher and Joan Rivers, i suvoditelj Fashion Police-a George Kotsiopoulos imaju cameo nastupe kao oni sami na svojim televizijskim programima u stvarnom svijetu.

### Glasovi
- U originalnoj verziji, glas J.A.R.V.I.S.-a je glumac Paul Bettany.

## Produkcija
Projekt razvoja trećeg filma posvećenog liku Iron Mana, Marvel Studios već je razmatrao i prije izlaska Iron Man 2, produkcijska kuća sklopila je sporazum s Paramount Picturesom, koji je trebao distribuirati četiri filma koja je Marvel producirao nakon Iron Man 2. Međutim, nakon što je Walt Disney Company u kolovozu 2009. godine otkupio Marvel Entertainmenta, stvorilo je probleme s distribucijskom tvrtkom. Disney je zapravo bio spreman okončati prethodni sporazum između Marvel Studiosa i Paramounta i zbog toga je 18. listopada 2010. pristao platiti Paramountu iznos od 115 milijuna dolara za kupnju svjetskih distribucijskih prava Osvetnika i Iron Mana 3. Istog dana, Disney, Paramount i Marvel Studios objavili su da će film biti objavljen u američkim kinima 3. svibnja 2013.
U početku je Jon Favreau, već redatelj prva dva filma posvećena superjunaku, također trebao režirati treći film projekta, ali je 14. prosinca 2010. izjavio da neće biti redatelj filma, jer je prethodno pristao režirati Magic Kingdom, potvrđujući zapravo glasine koje su kružile nekoliko mjeseci.  Dana 17. veljače 2011. angažiran je Shane Black, koji je prethodno režirao s Downey Jr.om u Kiss Kiss Bang Bang filmu. Osim režije filma, Black je napisao i scenarij, koji je kasnije preradio Drew Pearce.

### Snimanje
Snimanje je započelo 21. svibnja 2012. u studiju EUE/Screen Gems u Wilmingtonu, Sjevernoj Karolini, a zatim se preselilo u gradu Cary između 4. i 6. lipnja. U srpnju, nakon snimanja u bolnici u Wilmingtonu, produkcija se preselila u Rose Hill, kako bi snimila nove sekvence smještene u baru i restoranu, a između 19. srpnja i 1. kolovoza, neko je snimanje obavljeno na Oak Islandu u Sjevernoj Karolini.
1. listopada snimanje se preselilo u blizini Dania Beacha u Južnoj Floridi, a 4. istog mjeseca neke su scene izvedene u Miamiju u Villi Vizcaya. Između 10. i 11. listopada snimljeno je neko snimanje unutar Miami beach resorta u Miami Beachu, a 1. studenog snimljene su dodatne scene u Villi Vizcaya i napuštenoj tvornici betona koja se koristila kao set za rekreiranje seoske tržnice u Afganistanu.
Od 10. prosinca 2012. snimanje se preselilo u Peking. Snimanje u Kini nije uključivalo glavnu glumačku ekipu.

## Glazba
Dana 12. listopada 2012. skladatelj Brian Tyler objavio je na svojoj web stranici da je izabran za skladanje soundtracka filma.

## Distribucija
Prvi službeni najavni trailer za film objavljen je na društvenoj mreži Facebook 21. listopada 2012., dok je prvi puni trailer objavio Apple Trailers 23. listopada. Drugi puni trailer je objavljen 5. ožujka 2013.
Film je distribuiran, također u 3D-u, u američkim kinima počevši od 3. svibnja 2013., dok je u Hrvatskoj objavljen u kinima 25. travnja.

## Budućnost

### Potencijalni nastavak
Shane Black je u ožujku 2013. izjavio da se Downeyjev originalni ugovor s Marvel Studiosom, koji je istekao nakon objavljivanja Iron Mana 3, može produžiti kako bi se glumac pojavio u drugom filmu Osvetnika i još najmanje jednom filmu Iron Mana. U travnju 2013. godine Cheadle je izjavio da Iron Man 3 može biti posljednji film u seriji, rekavši: "Vrata uvijek ostaju otvorena u takvim filmovima. Znam da se govorilo da li smo ovo napravili kako treba, a ako uspije, može biti i posljednji. Ima mjesta za više razvoja s tim likovima. Ionako dolazimo do slatkog trenutka s Tonyjem i Rhodeyjem." U rujnu 2014., u vezi s četvrtim filmom, Downey je rekao: "Nema ništa u rukavu... nije u planu četvrti Iron Man." U travnju 2016. godine Downey je izjavio da je otvoren za ponavljanje svoje uloge u potencijalnom četvrtom filmu Iron Mana. Nakon smrti Tony Starka u filmu Osvetnici: Završnica (2019.), ko-scenarist Stephen McFeely rekao je: "Već biste imali Iron Mana 4 da je to bio neki drugi studio", napomenuvši da je to bio hrabar Marvelov potez ubiti lika. U siječnju 2020., na pitanje hoće li reprizirati ulogu Iron Mana, Downey je istaknuo: "Svašta se može dogoditi..."

## Ostali mediji

### Videoigra
25. travnja 2013. godine Gameloft je objavio videoigru filma isključivo za mobilne uređaje. Igra je beskrajna, u kojoj možete otključati neke od različitih oklopa koje nose Tony Stark i James Rhodes u filmovima Iron Man, Iron Man 2, Osvetnici i Iron Man 3, oklop se može otključati putem XP-a ili putem opcije "Kupnje unutar aplikacije". U igri se nalaze klasični neprijatelji Iron Man stripskog svemira, uključujući Crimson Dynamo, Ezekiel Stane, Living Laser i M.O.D.O.K. koji vam, ako su poraženi, omogućuju otključavanje više XP-a s vremena na vrijeme i napredak u igri, tijekom kojih Pepper Potts i J.A.R.V.I.S. daju igraču važne savjete i upute za nastavak.

## Vanjske poveznice
- Službena stranica
- Iron Man 3 u internetskoj bazi filmova IMDb-a